# Santa Ana (El Salvador)
Santa Ana és la segona ciutat del Salvador. D'origen pocomà, va ser ocupada pels pipils al segle xv. Durant el període colonial es van anar assentant espanyols i hi van crear l'ajuntament el 1806.
Té uns 250.000 habitants. Des de 1855 és cap del departament amb el mateix nom a la regió occidental del país. És una zona amb una activitat volcànica important i amb grans latifundis dedicats a la producció de cafè per a l'exportació, on la insurrecció i posterior matança d'indígenes el 1932 va tenir un dels seus principals escenaris.